# رومين دانزي

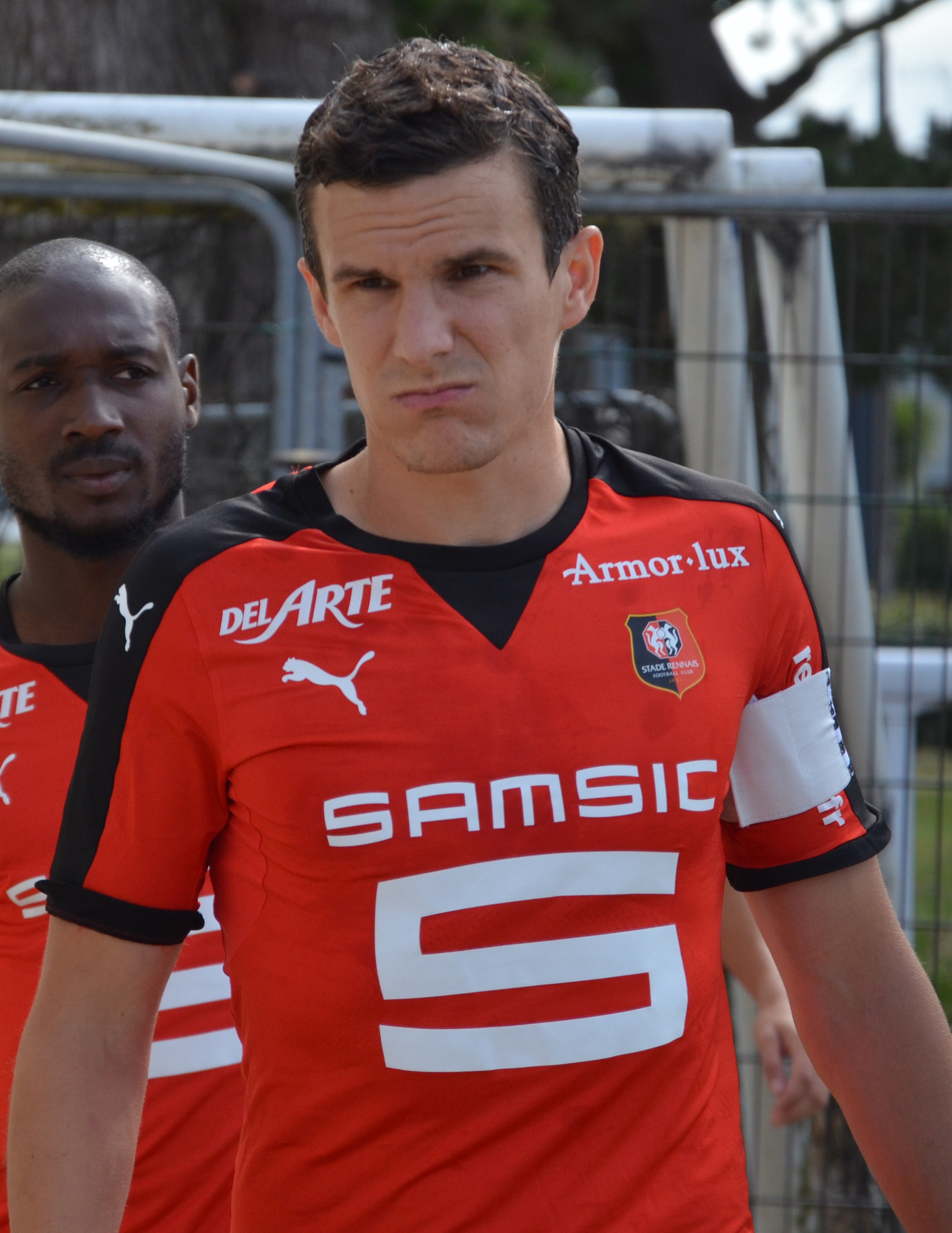

رومين دانزي (بالفرنسية: Romain Danzé)‏ (مواليد 3 يوليو 1986 في دوارنينيز - فرنسا) لاعب كرة قدم فرنسي يلعب حاليا لصالح نادي الدرجة الأولى رين الفرنسي منذ 2006 في مركز الوسط المحوري .

## روابط خارجية
- رومين دانزي على موقع الاتحاد الأوربي (الإنجليزية)
- رومين دانزي على موقع قاعدة بيانات كرة القدم.إي يو (الإنجليزية)
- رومين دانزي على موقع ليكيب (الفرنسية)
- رومين دانزي على موقع Soccerway.com (الإنجليزية)
- رومين دانزي على موقع AS.com (الإسبانية)